# Danh sách loài của ngành Dicyemida
Dicyemida hầu hết là các loài nhỏ sống kí sinh, vật chủ là các loài Chân đầu. Dưới đây là danh sách các loài của ngành Dicyemida.

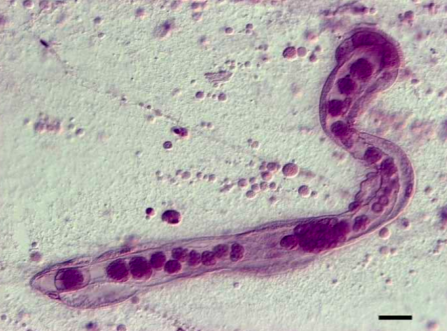
Dicyema japonicum

## Danh sách các loài theo chi

### Chi Dicyemennea
- Loài Dicyemennea abasi McConnaughey, 1949
- Loài Dicyemennea abbreviata McConnaughey, 1949
- Loài Dicyemennea abelis McConnaughey, 1949
- Loài Dicyemennea abreida McConnaughey, 1957
- Loài Dicyemennea adminicula (McConnaughey, 1949)
- Loài Dicyemennea adscita McConnaughey, 1949
- Loài Dicyemennea antarcticensis Short & Hochberg, 1970
- Loài Dicyemennea bathybenthum Furuya & Hochberg, 2002
- Loài Dicyemennea brevicephala McConnaughey, 1941
- Loài Dicyemennea brevicephaloides Bogolepova-Dobrokhotova, 1962
- Loài Dicyemennea californica McConnaughey, 1941
- Loài Dicyemennea canadensis Furuya, Hochberg & Short, 2002
- Loài Dicyemennea chukchiense Furuya, 2010
- Loài Dicyemennea coromadelensis Kalavati, Narasimhamurti & Suseela, 1978
- Loài Dicyemennea curta Bogolepova-Dobrokhotova, 1962
- Loài Dicyemennea discocephalum Hochberg & Short, 1983
- Loài Dicyemennea dogieli Bogolepova-Dobrokhotova, 1962
- Loài Dicyemennea dorycephalum Furuya & Hochberg, 2002
- Loài Dicyemennea eledones (Wagener, 1857)
- Loài Dicyemennea eltanini Short & Powell, 1969
- Loài Dicyemennea filiformis Bogolepova-Dobrokhotova, 1962
- Loài Dicyemennea floscephalum Catalano, 2013
- Loài Dicyemennea gracile (Wagener, 1857)
- Loài Dicyemennea granularis McConnaughey, 1949
- Loài Dicyemennea gyrinodes Furuya, 1999
- Loài Dicyemennea kaikouriensis Short & Hochberg, 1969
- Loài Dicyemennea lameerei Nouvel, 1932
- Loài Dicyemennea littlei Short & Hochberg, 1970
- Loài Dicyemennea longinucleata Bogolepova-Dobrokhotova, 1962
- Loài Dicyemennea marplatensis (Penchaszadeh & Christiansen, 1970)
- Loài Dicyemennea mastigoides Furuya, 1999
- Loài Dicyemennea minabense Furuya, 1999
- Loài Dicyemennea nouveli McConnaughey, 1959
- Loài Dicyemennea ophioides Furuya, 1999
- Loài Dicyemennea parva Hoffman, 1965
- Loài Dicyemennea pileum Furuya, 2008
- Loài Dicyemennea rossiae Bogolepova-Dobrokhotova, 1962
- Loài Dicyemennea rostrata Short & Hochberg, 1969
- Loài Dicyemennea ryukyuense Furuya, 2006
- Loài Dicyemennea spencerense Catalano, 2013
- Loài Dicyemennea trochocephalum Furuya, 1999
- Loài Dicyemennea umbraculum Furuya, 2009
- Loài Dicyemennea mulleri cũng như Dicyemennea eledones (Wagener, 1857) (Tên đồng nghĩa)

### Chi Dicyemodeca
- Loài Dicyemodeca anthinocephalum Furuya, 1999
- Loài Dicyemodeca deca (McConnaughey, 1957)
- Loài Dicyemodeca dogieli Bogolepova, 1957

### Chi Dicyema
- Loài Dicyema acciaccatum McConnaughey, 1949
- Loài Dicyema acheroni McConnaughey, 1949
- Loài Dicyema acuticephalum Nouvel, 1947
- Loài Dicyema aegira McConnaughey & Kritzler, 1952
- Loài Dicyema akashiense Furuya, 2005
- Loài Dicyema apalachiensis Short, 1962
- Loài Dicyema apollyoni Nouvel, 1947
- Loài Dicyema australis Penchaszadeh, 1969
- Loài Dicyema awajiense Furuya, 2005
- Loài Dicyema balanocephalum Furuya, 2006
- Loài Dicyema banyulensis Furuya & Hochberg, 1999
- Loài Dicyema benedeni Furuya & Hochberg, 1999
- Loài Dicyema benthoctopi Hochberg & Short, 1970
- Loài Dicyema bilobum Couch & Short, 1964
- Loài Dicyema briarei Short, 1961
- Loài Dicyema calamaroceum Catalano & Furuya, 2013
- Loài Dicyema caudatum Bogolepova-Dobrokhotova, 1960
- Loài Dicyema clavatum Furuya & Koshida, 1992
- Loài Dicyema codonocephalum Hidetaka, 2008
- Loài Dicyema coffinense Catalano, 2013
- Loài Dicyema colurum Furuya, 1999
- Loài Dicyema dolichocephalum Furuya, 1999
- Loài Dicyema erythrum Furuya, 1999
- Loài Dicyema furuyi Catalano, 2013
- Loài Dicyema ganapatii Kalavati, Narasimhamurti & Suseela, 1984
- Loài Dicyema guaycurense Castellanos-Martinez, Carmen Gomez, Hochberg, Gestal & Furuya, 2011
- Loài Dicyema hadrum Furuya, 1999
- Loài Dicyema helocephalum Furuya, 2005
- Loài Dicyema hypercephalum Short, 1962
- Loài Dicyema irinoense Furuya, 2005
- Loài Dicyema japonicum Furuya & Tsuneki, 1992
- Loài Dicyema knoxi Short, 1971
- Loài Dicyema koinonum Catalano, 2013
- Loài Dicyema koshidai Furuya & Tsuneki, 2005
- Loài Dicyema leiocephalum Furuya, 2006
- Loài Dicyema lycidoeceum Furuya, 1999
- Loài Dicyema macrocephalum (Van Beneden, 1876)
- Loài Dicyema madrasensis Kalavati, Narasimhamurti & Suseela, 1984
- Loài Dicyema maorum Short, 1971
- Loài Dicyema megalocephalum Nouvel, 1934
- Loài Dicyema microcephalum Whitman, 1883
- Loài Dicyema misakiense Nouvel & Nakao, 1938
- Loài Dicyema monodi Nouvel, 1934
- Loài Dicyema moschatum Whitman, 1883
- Loài Dicyema multimegalum Catalano, 2013
- Loài Dicyema nouveli Kalavati, Narasimhamurti & Suseela, 1984
- Loài Dicyema octopusi Kalavati, Narasimhamurti & Suseela, 1984
- Loài Dicyema oligomerum Bogolepova-Dobrokhotova, 1960
- Loài Dicyema orientale Nouvel & Nakao, 1938
- Loài Dicyema oxycephalum Furuya, 2009
- Loài Dicyema papuceum Catalano, 2013
- Loài Dicyema paradoxum von Kölliker, 1849
- Loài Dicyema platycephalum Penchaszadeh, 1968
- Loài Dicyema pyjamaceum Catalano & Furuya, 2013
- Loài Dicyema rhadinum Furuya, 1999
- Loài Dicyema robsonellae Short, 1971
- Loài Dicyema rondeletiolae Nouvel, 1944
- Loài Dicyema schulzianum (Van Beneden, 1876)
- Loài Dicyema sepiellae Furuya, 2008
- Loài Dicyema shimantoense Furuya, 2008
- Loài Dicyema shorti Furuya, Damian & Hochberg, 2002
- Loài Dicyema sphaerocephalum Furuya, 2005
- Loài Dicyema sphyrocephalum Furuya, 1999
- Loài Dicyema sullivani McConnaughey, 1949
- Loài Dicyema tosaense Furuya, 2005
- Loài Dicyema typoides Short, 1964
- Loài Dicyema typus Van Beneden, 1876
- Loài Dicyema vincentense Catalano, 2013
- Loài Dicyema whitmani Furuya & Hochberg, 1999
- Loài Dicyema balamuthi McConnaughey, 1949 accepted as Dicyema apollyoni Nouvel, 1947
- Loài Dicyema clausiana Van Beneden, 1876 accepted as Dicyema paradoxum von Kölliker, 1849 (Danh pháp đồng nghĩa)
- Loài Dicyema coluber Wheeler, 1897 tên khác được chấp nhận như Dicyema apollyoni Nouvel, 1947
- Loài Dicyema gracile cũng như Dicyemennea gracile Wagener, 1857
- Loài Dicyema truncatum Whitman, 1883 tên khác được chấp nhận như Pseudicyema truncatum (Whitman, 1883) (Danh pháp đồng nghĩa)

### Chi Dodecadicyema
- Loài Dodecadicyema loligoi Kalavati & Narasimhamurti, 1980

### Chi Pleodicyema
- Loài Pleodicyema delamarei[4] Nouvel, 1961

### Chi Pseudicyema
- Loài Pseudicyema cappacephalum Furuya, 2009
- Loài Pseudicyema nakaoi Furuya, 1999
- Loài Pseudicyema truncatum (Whitman, 1883)

### Chi Dicyemina (tên nghi ngờ)
- Loài Dicyemina koellikeriana tên khác được chấp nhận như Dicyemennea gracile (Wagener, 1857) (Tên đồng nghĩa)

### Chi Dicyemella (tên nghi ngờ)
- Loài Dicyemella wageneri tên khác được chấp nhận như Dicyema moschatum Whitman, 1883 (Tên đồng nghĩa)

### Chi Conocyema
- Loài Conocyema polymorpha Van Beneden, 1882
- Loài Conocyema adminicula McConnaughey, 1949  tên khác được chấp nhận như Dicyemennea adminicula (McConnaughey, 1949) (Tên đồng nghĩa)
- Loài Conocyema deca McConnaughey, 1957 accepted as Dicyemodeca deca (McConnaughey, 1957) (Tên đồng nghĩa)
- Loài Conocyema marplatensis Penschaszadeh & Christiansen, 1970 tên khác được chấp nhận như Dicyemennea marplatensis (Penchaszadeh & Christiansen, 1970) (Tên đồng nghĩa)

### Chi Microcyema
- Loài Microcyema vespa Van Beneden, 1882
- Loài Microcyema gracile (Wagenar, 1857) tên khác được chấp nhận như Dicyemennea gracile (Wagener, 1857) (Tên đồng nghĩa)

### Chi Kantharella
- Loài Kantharella antarctica[5] Czaker, 1994